# Arcon
Arcon település Franciaországban, Loire megyében. Lakosainak száma 110 fő (2022. január 1.). Arcon Laprugne, Villemontais, Cherier, Les Noës, Renaison, Saint-Alban-les-Eaux, Saint-André-d’Apchon és La Tuilière községekkel határos.

## Népesség
A település népességének változása:
| Lakosok száma | 238  | 148  | 135  | 103  | 108  | 109  | 108  | 109  | 111  | 110  |
|               | 1968 | 1982 | 1990 | 2006 | 2013 | 2015 | 2017 | 2019 | 2020 | 2022 |